# 新英格蘭大學 (澳洲)
新英格蘭大學（英語：University of New England，簡稱：UNE），是澳大利亚一間公立大學。

## 历史
成立於1954年，但是它的前身可以推溯到1938年，當時該校為隸屬雪梨大學的學院。其校舍位於新南威爾斯州北方的小鎮阿米代爾（位處悉尼北面485公里；布里斯班西南面467公里）。